# Källbäcken
Källbäcken är en bebyggelse i Floda socken i Gagnefs kommun, belägen strax söder om Björbo. SCB avgränsar här sedan 2023 en småort.